# Pseudarrhenatherum
Pseudarrhenatherum es un género de plantas herbáceas, perteneciente a la familia de las poáceas. Es originario del oeste de Europa.
Algunos autores lo incluyen en el género Arrhenatherum.

## Descripción
Son plantas perennes, cespitosas o ligeramente estoloníferas. Hojas con vaina de márgenes ligeramente soldados en la base; lígula obtusa, membranosa; limbo convoluto, estriado por el haz, liso por el envés. Inflorescencia en panícula laxa y ramificada, con ramas escábridas. Espiguillas con 2 flores hermafroditas; la inferior articulada con la raquilla. Glumas desiguales, con 1-3 nervios. Lema con 5-7 nervios, de dorso redondeado, hírtulas; la de la flor inferior aristada; la de la superior generalmente mútica; arista inserta hacia la parte media dorsal de la lema, geniculada, con columna retorcida en hélice y de sección redondeada. Pálea con 2 quillas, ciliolada, más corta que la lema. Lodícula enteras. Ovario con ápice hirsuto. Cariopsis oblongo-elíptica, surcada ventralmente, con ápice peloso. Hilo linear.

## Taxonomía
El género fue descrito por Georges C.Chr. Rouy y publicado en Bulletin de la Société Botanique de France 68: 401. 1921.
Etimología
Pseudarrhenatherum: nombre genérico que significa "similar a Arrhenatherum.
Citología
Tiene un número de cromosomas de: 7. 2n = 14 (+/- 1B). 2 ploidias.

## Especies
- Pseudarrhenatherum longifolium (Thore) Rouy
- Pseudarrhenatherum pallens (Link) J. Holub
- Pseudarrhenatherum setifolia[4][5]